# Niederschelden

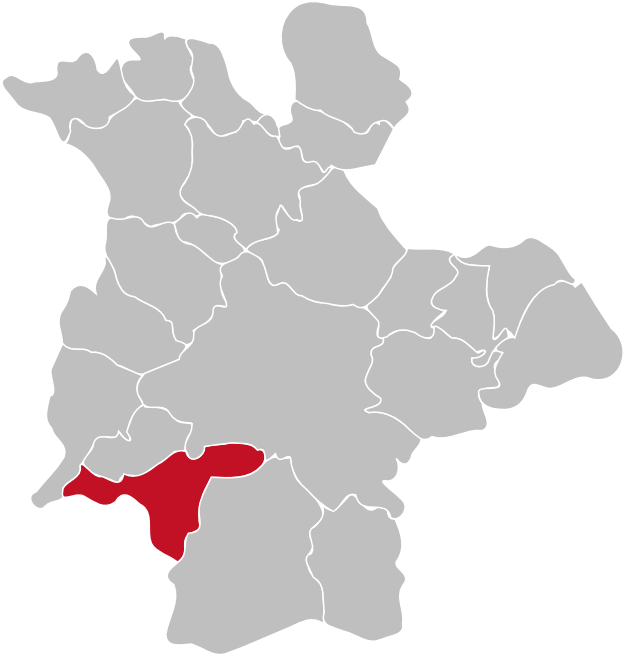
Os bairros da cidade de Siegen e a localização de Niederschelden (em vermelho).

Niederschelden (também conhecido como Schelden) é um bairro (Stadtteil) da cidade de Siegen, na Alemanha. Localizado no distrito municipal (Stadtbezirk) VI (Sul) da cidade, é o bairro com o quinto maior número de habitantes (5244, em 2015), após o centro, Weidenau, Geisweid e Eiserfeld. 
Niederschelden faz fronteira com o distrito estadual (Landkreis) de Altenkirchen, na Renânia-Palatinado. O bairro formava com a localidade de Mudersbacher o antigo município de Niederschelderhütte, no vale do rio Sieg, a 220 e 330m de altitude, em cuja fronteira, o ribeiro Gosenbach desaguava no rio Sieg. 
Niederschelden faz fronteira com os bairros de Gosenbach e Siegen-Zentrum, ao norte, Eiserfeld, a leste e sudeste, Oberschelden, a extremo-oeste, e com Mudersbach, no distrito estadual de Altenkirchen.